# Plantilles al Campionat del Món de Clubs de futbol 2016
Les següents són les plantilles inscrites dels equips que varen disputar el Campionat del Món de Clubs de futbol 2016. Cada equip havia d'inscriure una plantilla de 23 homes (tres dels quals havien de ser porters). Es permetia de substituir els lesionats fins a 24 hores abans del primer partit de l'equip.

## América
Entrenador:  Ricardo La Volpe
| N. | Pos. | Nac. | Jugador                  |
| -- | ---- | --- | ------------------------ |
| 1  | POR  | [[Fitxer:Flag of Mexico.svg\|23x15px\|border \|alt=Mèxic\|link=Selecció de futbol de Mèxic\|{{#if:\|]]              | Hugo González            |
| 2  | DEF  | [[Fitxer:Flag of Argentina.svg\|23x15px\|border \|alt=Argentina\|link=Selecció de futbol de l'Argentina\|{{#if:\|]] | Paolo Goltz              |
| 3  | DEF  | [[Fitxer:Flag of Mexico.svg\|23x15px\|border \|alt=Mèxic\|link=Selecció de futbol de Mèxic\|{{#if:\|]]              | Gil Burón                |
| 4  | DEF  | [[Fitxer:Flag of Mexico.svg\|23x15px\|border \|alt=Mèxic\|link=Selecció de futbol de Mèxic\|{{#if:\|]]              | Erik Pimentel            |
| 5  | MIG  | [[Fitxer:Flag of Mexico.svg\|23x15px\|border \|alt=Mèxic\|link=Selecció de futbol de Mèxic\|{{#if:\|]]              | Javier Güémez            |
| 6  | DEF  | [[Fitxer:Flag of Paraguay.svg\|23x15px\|border \|alt=Paraguai\|link=Selecció de futbol del Paraguai\|{{#if:\|]]     | Miguel Samudio           |
| 7  | MIG  | [[Fitxer:Flag of Brazil.svg\|23x15px\|border \|alt=Brasil\|link=Selecció de futbol del Brasil\|{{#if:\|]]           | William da Silva         |
| 9  | DAV  | [[Fitxer:Flag of Argentina.svg\|23x15px\|border \|alt=Argentina\|link=Selecció de futbol de l'Argentina\|{{#if:\|]] | Silvio Romero            |
| 10 | MIG  | [[Fitxer:Flag of Paraguay.svg\|23x15px\|border \|alt=Paraguai\|link=Selecció de futbol del Paraguai\|{{#if:\|]]     | Osvaldo Martínez         |
| 11 | MIG  | [[Fitxer:Flag of Ecuador.svg\|23x15px\|border \|alt=Equador\|link=Selecció de futbol de l'Equador\|{{#if:\|]]       | Michael Arroyo           |
| 12 | DEF  | [[Fitxer:Flag of Paraguay.svg\|23x15px\|border \|alt=Paraguai\|link=Selecció de futbol del Paraguai\|{{#if:\|]]     | Pablo Aguilar            |
| 13 | POR  | [[Fitxer:Flag of Mexico.svg\|23x15px\|border \|alt=Mèxic\|link=Selecció de futbol de Mèxic\|{{#if:\|]]              | Luis Pineda              |
| 14 | MIG  | [[Fitxer:Flag of Argentina.svg\|23x15px\|border \|alt=Argentina\|link=Selecció de futbol de l'Argentina\|{{#if:\|]] | Rubens Sambueza (capità) |

| N. | Pos. | Nac. | Jugador                   |
| -- | ---- | --- | ------------------------- |
| 15 | DEF  | [[Fitxer:Flag of Mexico.svg\|23x15px\|border \|alt=Mèxic\|link=Selecció de futbol de Mèxic\|{{#if:\|]]                                      | Osmar Mares               |
| 17 | DEF  | [[Fitxer:Flag of the United States.svg\|23x15px\|border \|alt=Estats Units d'Amèrica\|link=Selecció de futbol dels Estats Units\|{{#if:\|]] | Ventura Alvarado          |
| 18 | DEF  | [[Fitxer:Flag of Paraguay.svg\|23x15px\|border \|alt=Paraguai\|link=Selecció de futbol del Paraguai\|{{#if:\|]]                             | Bruno Valdez              |
| 21 | MIG  | [[Fitxer:Flag of Mexico.svg\|23x15px\|border \|alt=Mèxic\|link=Selecció de futbol de Mèxic\|{{#if:\|]]                                      | José Guerrero             |
| 23 | POR  | [[Fitxer:Flag of Mexico.svg\|23x15px\|border \|alt=Mèxic\|link=Selecció de futbol de Mèxic\|{{#if:\|]]                                      | Moisés Muñoz              |
| 24 | DAV  | [[Fitxer:Flag of Mexico.svg\|23x15px\|border \|alt=Mèxic\|link=Selecció de futbol de Mèxic\|{{#if:\|]]                                      | Oribe Peralta (2n capità) |
| 29 | MIG  | [[Fitxer:Flag of Mexico.svg\|23x15px\|border \|alt=Mèxic\|link=Selecció de futbol de Mèxic\|{{#if:\|]]                                      | Carlos Rosel              |
| 30 | MIG  | [[Fitxer:Flag of Ecuador.svg\|23x15px\|border \|alt=Equador\|link=Selecció de futbol de l'Equador\|{{#if:\|]]                               | Renato Ibarra             |
| 31 | DAV  | [[Fitxer:Flag of Colombia.svg\|23x15px\|border \|alt=Colòmbia\|link=Selecció de futbol de Colòmbia\|{{#if:\|]]                              | Darwin Quintero           |
| 37 | DEF  | [[Fitxer:Flag of Mexico.svg\|23x15px\|border \|alt=Mèxic\|link=Selecció de futbol de Mèxic\|{{#if:\|]]                                      | Edson Álvarez             |
| 38 | POR  | [[Fitxer:Flag of Mexico.svg\|23x15px\|border \|alt=Mèxic\|link=Selecció de futbol de Mèxic\|{{#if:\|]]                                      | Jonathan León             |
| 39 | DAV  | [[Fitxer:Flag of Mexico.svg\|23x15px\|border \|alt=Mèxic\|link=Selecció de futbol de Mèxic\|{{#if:\|]]                                      | Abraham Vázquez           |

## Atlético Nacional
L'Atlético Nacional va anunciar el seu equip l'1 de desembre de 2016. Andrés Ibargüen fou substituït per lesió per Cristián Dajome.
Entrenador:  Reinaldo Rueda
| N. | Pos. | Nac. | Jugador             |
| -- | ---- | --- | ------------------- |
| 1  | POR  | [[Fitxer:Flag of Colombia.svg\|23x15px\|border \|alt=Colòmbia\|link=Selecció de futbol de Colòmbia\|{{#if:\|]]      | Cristian Bonilla    |
| 2  | DEF  | [[Fitxer:Flag of Colombia.svg\|23x15px\|border \|alt=Colòmbia\|link=Selecció de futbol de Colòmbia\|{{#if:\|]]      | Daniel Bocanegra    |
| 3  | DEF  | [[Fitxer:Flag of Colombia.svg\|23x15px\|border \|alt=Colòmbia\|link=Selecció de futbol de Colòmbia\|{{#if:\|]]      | Felipe Aguilar      |
| 4  | DEF  | [[Fitxer:Flag of Panama.svg\|23x15px\|border \|alt=Panamà\|link=Selecció de futbol de Panamà\|{{#if:\|]]            | Roderick Miller     |
| 5  | DEF  | [[Fitxer:Flag of Colombia.svg\|23x15px\|border \|alt=Colòmbia\|link=Selecció de futbol de Colòmbia\|{{#if:\|]]      | Francisco Nájera    |
| 6  | MIG  | [[Fitxer:Flag of Colombia.svg\|23x15px\|border \|alt=Colòmbia\|link=Selecció de futbol de Colòmbia\|{{#if:\|]]      | Mateus Uribe        |
| 7  | DAV  | [[Fitxer:Flag of Argentina.svg\|23x15px\|border \|alt=Argentina\|link=Selecció de futbol de l'Argentina\|{{#if:\|]] | Ezequiel Rescaldani |
| 8  | MIG  | [[Fitxer:Flag of Colombia.svg\|23x15px\|border \|alt=Colòmbia\|link=Selecció de futbol de Colòmbia\|{{#if:\|]]      | Diego Arias         |
| 9  | DAV  | [[Fitxer:Flag of Colombia.svg\|23x15px\|border \|alt=Colòmbia\|link=Selecció de futbol de Colòmbia\|{{#if:\|]]      | Miguel Borja        |
| 10 | MIG  | [[Fitxer:Flag of Colombia.svg\|23x15px\|border \|alt=Colòmbia\|link=Selecció de futbol de Colòmbia\|{{#if:\|]]      | Macnelly Torres     |
| 12 | DEF  | [[Fitxer:Flag of Colombia.svg\|23x15px\|border \|alt=Colòmbia\|link=Selecció de futbol de Colòmbia\|{{#if:\|]]      | Alexis Henríquez    |
| 14 | MIG  | [[Fitxer:Flag of Colombia.svg\|23x15px\|border \|alt=Colòmbia\|link=Selecció de futbol de Colòmbia\|{{#if:\|]]      | Elkin Blanco        |

| N. | Pos. | Nac. | Jugador          |
| -- | ---- | --- | ---------------- |
| 15 | MIG  | [[Fitxer:Flag of Colombia.svg\|23x15px\|border \|alt=Colòmbia\|link=Selecció de futbol de Colòmbia\|{{#if:\|]]      | Juan Pablo Nieto |
| 16 | DAV  | [[Fitxer:Flag of Colombia.svg\|23x15px\|border \|alt=Colòmbia\|link=Selecció de futbol de Colòmbia\|{{#if:\|]]      | Cristián Dajome  |
| 18 | MIG  | [[Fitxer:Flag of Venezuela.svg\|23x15px\|border \|alt=Veneçuela\|link=Selecció de futbol de Veneçuela\|{{#if:\|]]   | Alejandro Guerra |
| 19 | DEF  | [[Fitxer:Flag of Colombia.svg\|23x15px\|border \|alt=Colòmbia\|link=Selecció de futbol de Colòmbia\|{{#if:\|]]      | Farid Díaz       |
| 20 | MIG  | [[Fitxer:Flag of Colombia.svg\|23x15px\|border \|alt=Colòmbia\|link=Selecció de futbol de Colòmbia\|{{#if:\|]]      | Alejandro Bernal |
| 21 | MIG  | [[Fitxer:Flag of Colombia.svg\|23x15px\|border \|alt=Colòmbia\|link=Selecció de futbol de Colòmbia\|{{#if:\|]]      | Jhon Mosquera    |
| 23 | DEF  | [[Fitxer:Flag of Colombia.svg\|23x15px\|border \|alt=Colòmbia\|link=Selecció de futbol de Colòmbia\|{{#if:\|]]      | Edwin Velasco    |
| 25 | POR  | [[Fitxer:Flag of Colombia.svg\|23x15px\|border \|alt=Colòmbia\|link=Selecció de futbol de Colòmbia\|{{#if:\|]]      | Christian Vargas |
| 28 | DAV  | [[Fitxer:Flag of Colombia.svg\|23x15px\|border \|alt=Colòmbia\|link=Selecció de futbol de Colòmbia\|{{#if:\|]]      | Orlando Berrío   |
| 30 | DAV  | [[Fitxer:Flag of Colombia.svg\|23x15px\|border \|alt=Colòmbia\|link=Selecció de futbol de Colòmbia\|{{#if:\|]]      | Arley Rodríguez  |
| 34 | POR  | [[Fitxer:Flag of Argentina.svg\|23x15px\|border \|alt=Argentina\|link=Selecció de futbol de l'Argentina\|{{#if:\|]] | Franco Armani    |

## Auckland City
L'Auckland City va anunciar la seva plantilla el 29 de novembre de 2016.
Entrenador:  Ramon Tribulietx
| N. | Pos. | Nac. | Jugador                 |
| -- | ---- | --- | ----------------------- |
| 1  | POR  | [[Fitxer:Flag of Spain.svg\|23x15px\|border \|alt=Espanya\|link=Selecció de futbol d'Espanya\|{{#if:\|]]                  | Eñaut Zubikarai         |
| 2  | DEF  | [[Fitxer:Flag of New Zealand.svg\|23x15px\|border \|alt=Nova Zelanda\|link=Selecció de futbol de Nova Zelanda\|{{#if:\|]] | Harshae Raniga          |
| 3  | DEF  | [[Fitxer:Flag of Japan.svg\|23x15px\|border \|alt=Japó\|link=Selecció de futbol del Japó\|{{#if:\|]]                      | Takuya Iwata            |
| 4  | DEF  | [[Fitxer:Flag of Croatia.svg\|23x15px\|border \|alt=Croàcia\|link=Selecció de futbol de Croàcia\|{{#if:\|]]               | Mario Bilen             |
| 5  | DEF  | [[Fitxer:Flag of Spain.svg\|23x15px\|border \|alt=Espanya\|link=Selecció de futbol d'Espanya\|{{#if:\|]]                  | Ángel Berlanga (capità) |
| 7  | MIG  | [[Fitxer:Flag of New Zealand.svg\|23x15px\|border \|alt=Nova Zelanda\|link=Selecció de futbol de Nova Zelanda\|{{#if:\|]] | Reid Drake              |
| 8  | MIG  | [[Fitxer:Flag of Catalonia.svg\|23x15px\|border \|alt=Catalunya\|link=Selecció de futbol de Catalunya\|{{#if:\|]]         | Albert Riera            |
| 9  | DEF  | [[Fitxer:Flag of England.svg\|23x15px\|border \|alt=Anglaterra\|link=Selecció de futbol d'Anglaterra\|{{#if:\|]]          | Darren White            |
| 10 | DAV  | [[Fitxer:Flag of New Zealand.svg\|23x15px\|border \|alt=Nova Zelanda\|link=Selecció de futbol de Nova Zelanda\|{{#if:\|]] | Ryan De Vries           |
| 11 | MIG  | [[Fitxer:Flag of Mexico.svg\|23x15px\|border \|alt=Mèxic\|link=Selecció de futbol de Mèxic\|{{#if:\|]]                    | Fabrizio Tavano         |
| 12 | DAV  | [[Fitxer:Flag of New Zealand.svg\|23x15px\|border \|alt=Nova Zelanda\|link=Selecció de futbol de Nova Zelanda\|{{#if:\|]] | Nicolai Berry           |
| 13 | DEF  | [[Fitxer:Flag of England.svg\|23x15px\|border \|alt=Anglaterra\|link=Selecció de futbol d'Anglaterra\|{{#if:\|]]          | Alfie Rogers            |

| N. | Pos. | Nac. | Jugador         |
| -- | ---- | --- | --------------- |
| 14 | MIG  | [[Fitxer:Flag of New Zealand.svg\|23x15px\|border \|alt=Nova Zelanda\|link=Selecció de futbol de Nova Zelanda\|{{#if:\|]]     | Clayton Lewis   |
| 15 | DEF  | [[Fitxer:Flag of New Zealand.svg\|23x15px\|border \|alt=Nova Zelanda\|link=Selecció de futbol de Nova Zelanda\|{{#if:\|]]     | Ivan Vicelich   |
| 16 | DEF  | [[Fitxer:Flag of South Korea.svg\|23x15px\|border \|alt=Corea del Sud\|link=Selecció de futbol de Corea del Sud\|{{#if:\|]]   | Kim Dae-wook    |
| 17 | DAV  | [[Fitxer:Flag of Portugal.svg\|23x15px\|border \|alt=Portugal\|link=Selecció de futbol de Portugal\|{{#if:\|]]                | João Moreira    |
| 18 | POR  | [[Fitxer:Flag of New Zealand.svg\|23x15px\|border \|alt=Nova Zelanda\|link=Selecció de futbol de Nova Zelanda\|{{#if:\|]]     | Danyon Drake    |
| 19 | MIG  | [[Fitxer:Flag of the Solomon Islands.svg\|23x15px\|border \|alt=Salomó (estat)\|link=Selecció de futbol de Salomó\|{{#if:\|]] | Micah Lea'alafa |
| 20 | DAV  | [[Fitxer:Flag of Argentina.svg\|23x15px\|border \|alt=Argentina\|link=Selecció de futbol de l'Argentina\|{{#if:\|]]           | Emiliano Tade   |
| 21 | DEF  | [[Fitxer:Flag of New Zealand.svg\|23x15px\|border \|alt=Nova Zelanda\|link=Selecció de futbol de Nova Zelanda\|{{#if:\|]]     | Harry Edge      |
| 23 | DEF  | [[Fitxer:Flag of Serbia.svg\|23x15px\|border \|alt=Sèrbia\|link=Selecció de futbol de Sèrbia\|{{#if:\|]]                      | Marko Đorđević  |
| 24 | POR  | [[Fitxer:Flag of New Zealand.svg\|23x15px\|border \|alt=Nova Zelanda\|link=Selecció de futbol de Nova Zelanda\|{{#if:\|]]     | Jacob Spoonley  |
| 29 | DEF  | [[Fitxer:Flag of New Zealand.svg\|23x15px\|border \|alt=Nova Zelanda\|link=Selecció de futbol de Nova Zelanda\|{{#if:\|]]     | Sean Cooper     |

## Jeonbuk Hyundai Motors
Entrenador:  Choi Kang-hee
| N. | Pos. | Nac. | Jugador        |
| -- | ---- | --- | -------------- |
| 3  | DEF  | [[Fitxer:Flag of South Korea.svg\|23x15px\|border \|alt=Corea del Sud\|link=Selecció de futbol de Corea del Sud\|{{#if:\|]] | Kim Hyung-il   |
| 4  | MIG  | [[Fitxer:Flag of South Korea.svg\|23x15px\|border \|alt=Corea del Sud\|link=Selecció de futbol de Corea del Sud\|{{#if:\|]] | Shin Hyung-min |
| 7  | MIG  | [[Fitxer:Flag of South Korea.svg\|23x15px\|border \|alt=Corea del Sud\|link=Selecció de futbol de Corea del Sud\|{{#if:\|]] | Han Kyo-won    |
| 8  | MIG  | [[Fitxer:Flag of South Korea.svg\|23x15px\|border \|alt=Corea del Sud\|link=Selecció de futbol de Corea del Sud\|{{#if:\|]] | Jeong Hyuk     |
| 9  | DAV  | [[Fitxer:Flag of South Korea.svg\|23x15px\|border \|alt=Corea del Sud\|link=Selecció de futbol de Corea del Sud\|{{#if:\|]] | Lee Jong-ho    |
| 10 | MIG  | [[Fitxer:Flag of Brazil.svg\|23x15px\|border \|alt=Brasil\|link=Selecció de futbol del Brasil\|{{#if:\|]]                   | Leonardo       |
| 13 | MIG  | [[Fitxer:Flag of South Korea.svg\|23x15px\|border \|alt=Corea del Sud\|link=Selecció de futbol de Corea del Sud\|{{#if:\|]] | Kim Bo-kyung   |
| 15 | DEF  | [[Fitxer:Flag of South Korea.svg\|23x15px\|border \|alt=Corea del Sud\|link=Selecció de futbol de Corea del Sud\|{{#if:\|]] | Lim Jong-eun   |
| 17 | MIG  | [[Fitxer:Flag of South Korea.svg\|23x15px\|border \|alt=Corea del Sud\|link=Selecció de futbol de Corea del Sud\|{{#if:\|]] | Lee Jae-sung   |
| 18 | DAV  | [[Fitxer:Flag of South Korea.svg\|23x15px\|border \|alt=Corea del Sud\|link=Selecció de futbol de Corea del Sud\|{{#if:\|]] | Ko Moo-yeol    |
| 19 | DEF  | [[Fitxer:Flag of South Korea.svg\|23x15px\|border \|alt=Corea del Sud\|link=Selecció de futbol de Corea del Sud\|{{#if:\|]] | Park Won-jae   |
| 20 | DAV  | [[Fitxer:Flag of South Korea.svg\|23x15px\|border \|alt=Corea del Sud\|link=Selecció de futbol de Corea del Sud\|{{#if:\|]] | Lee Dong-gook  |

| N. | Pos. | Nac. | Jugador           |
| -- | ---- | --- | ----------------- |
| 21 | POR  | [[Fitxer:Flag of South Korea.svg\|23x15px\|border \|alt=Corea del Sud\|link=Selecció de futbol de Corea del Sud\|{{#if:\|]] | Hong Jeong-nam    |
| 23 | DEF  | [[Fitxer:Flag of South Korea.svg\|23x15px\|border \|alt=Corea del Sud\|link=Selecció de futbol de Corea del Sud\|{{#if:\|]] | Choi Kyu-baek     |
| 25 | DEF  | [[Fitxer:Flag of South Korea.svg\|23x15px\|border \|alt=Corea del Sud\|link=Selecció de futbol de Corea del Sud\|{{#if:\|]] | Choi Chul-soon    |
| 27 | DEF  | [[Fitxer:Flag of South Korea.svg\|23x15px\|border \|alt=Corea del Sud\|link=Selecció de futbol de Corea del Sud\|{{#if:\|]] | Kim Chang-soo     |
| 30 | DEF  | [[Fitxer:Flag of South Korea.svg\|23x15px\|border \|alt=Corea del Sud\|link=Selecció de futbol de Corea del Sud\|{{#if:\|]] | Kim Young-chan    |
| 31 | POR  | [[Fitxer:Flag of South Korea.svg\|23x15px\|border \|alt=Corea del Sud\|link=Selecció de futbol de Corea del Sud\|{{#if:\|]] | Kim Tae-ho        |
| 33 | DEF  | [[Fitxer:Flag of South Korea.svg\|23x15px\|border \|alt=Corea del Sud\|link=Selecció de futbol de Corea del Sud\|{{#if:\|]] | Lee Han-do        |
| 34 | MIG  | [[Fitxer:Flag of South Korea.svg\|23x15px\|border \|alt=Corea del Sud\|link=Selecció de futbol de Corea del Sud\|{{#if:\|]] | Jang Yun-ho       |
| 41 | POR  | [[Fitxer:Flag of South Korea.svg\|23x15px\|border \|alt=Corea del Sud\|link=Selecció de futbol de Corea del Sud\|{{#if:\|]] | Hwang Byeong-geun |
| 81 | DAV  | [[Fitxer:Flag of Brazil.svg\|23x15px\|border \|alt=Brasil\|link=Selecció de futbol del Brasil\|{{#if:\|]]                   | Edu               |
| 99 | DAV  | [[Fitxer:Flag of South Korea.svg\|23x15px\|border \|alt=Corea del Sud\|link=Selecció de futbol de Corea del Sud\|{{#if:\|]] | Kim Shin-wook     |

## Kashima Antlers
Entrenador:  Masatada Ishii
| N. | Pos. | Nac. | Jugador             |
| -- | ---- | --- | ------------------- |
| 1  | POR  | [[Fitxer:Flag of Japan.svg\|23x15px\|border \|alt=Japó\|link=Selecció de futbol del Japó\|{{#if:\|]]                        | Masatoshi Kushibiki |
| 3  | DEF  | [[Fitxer:Flag of Japan.svg\|23x15px\|border \|alt=Japó\|link=Selecció de futbol del Japó\|{{#if:\|]]                        | Gen Shoji           |
| 6  | MIG  | [[Fitxer:Flag of Japan.svg\|23x15px\|border \|alt=Japó\|link=Selecció de futbol del Japó\|{{#if:\|]]                        | Ryota Nagaki        |
| 8  | MIG  | [[Fitxer:Flag of Japan.svg\|23x15px\|border \|alt=Japó\|link=Selecció de futbol del Japó\|{{#if:\|]]                        | Shoma Doi           |
| 10 | MIG  | [[Fitxer:Flag of Japan.svg\|23x15px\|border \|alt=Japó\|link=Selecció de futbol del Japó\|{{#if:\|]]                        | Gaku Shibasaki      |
| 11 | MIG  | [[Fitxer:Flag of Brazil.svg\|23x15px\|border \|alt=Brasil\|link=Selecció de futbol del Brasil\|{{#if:\|]]                   | Fabrício            |
| 13 | MIG  | [[Fitxer:Flag of Japan.svg\|23x15px\|border \|alt=Japó\|link=Selecció de futbol del Japó\|{{#if:\|]]                        | Atsutaka Nakamura   |
| 14 | DEF  | [[Fitxer:Flag of South Korea.svg\|23x15px\|border \|alt=Corea del Sud\|link=Selecció de futbol de Corea del Sud\|{{#if:\|]] | Hwang Seok-ho       |
| 16 | DEF  | [[Fitxer:Flag of Japan.svg\|23x15px\|border \|alt=Japó\|link=Selecció de futbol del Japó\|{{#if:\|]]                        | Shuto Yamamoto      |
| 17 | DEF  | [[Fitxer:Flag of Brazil.svg\|23x15px\|border \|alt=Brasil\|link=Selecció de futbol del Brasil\|{{#if:\|]]                   | Bueno               |
| 18 | DAV  | [[Fitxer:Flag of Japan.svg\|23x15px\|border \|alt=Japó\|link=Selecció de futbol del Japó\|{{#if:\|]]                        | Shuhei Akasaki      |
| 20 | MIG  | [[Fitxer:Flag of Japan.svg\|23x15px\|border \|alt=Japó\|link=Selecció de futbol del Japó\|{{#if:\|]]                        | Kento Misao         |

| N. | Pos. | Nac.                                                                                                 | Jugador             |
| -- | ---- | --- | ------------------- |
| 21 | POR  | [[Fitxer:Flag of Japan.svg\|23x15px\|border \|alt=Japó\|link=Selecció de futbol del Japó\|{{#if:\|]] | Hitoshi Sogahata    |
| 22 | DEF  | [[Fitxer:Flag of Japan.svg\|23x15px\|border \|alt=Japó\|link=Selecció de futbol del Japó\|{{#if:\|]] | Daigo Nishi         |
| 23 | DEF  | [[Fitxer:Flag of Japan.svg\|23x15px\|border \|alt=Japó\|link=Selecció de futbol del Japó\|{{#if:\|]] | Naomichi Ueda       |
| 24 | DEF  | [[Fitxer:Flag of Japan.svg\|23x15px\|border \|alt=Japó\|link=Selecció de futbol del Japó\|{{#if:\|]] | Yukitoshi Ito       |
| 25 | MIG  | [[Fitxer:Flag of Japan.svg\|23x15px\|border \|alt=Japó\|link=Selecció de futbol del Japó\|{{#if:\|]] | Yasushi Endo        |
| 29 | POR  | [[Fitxer:Flag of Japan.svg\|23x15px\|border \|alt=Japó\|link=Selecció de futbol del Japó\|{{#if:\|]] | Shinichiro Kawamata |
| 32 | MIG  | [[Fitxer:Flag of Japan.svg\|23x15px\|border \|alt=Japó\|link=Selecció de futbol del Japó\|{{#if:\|]] | Taro Sugimoto       |
| 33 | MIG  | [[Fitxer:Flag of Japan.svg\|23x15px\|border \|alt=Japó\|link=Selecció de futbol del Japó\|{{#if:\|]] | Mu Kanazaki         |
| 34 | DAV  | [[Fitxer:Flag of Japan.svg\|23x15px\|border \|alt=Japó\|link=Selecció de futbol del Japó\|{{#if:\|]] | Yuma Suzuki         |
| 35 | MIG  | [[Fitxer:Flag of Japan.svg\|23x15px\|border \|alt=Japó\|link=Selecció de futbol del Japó\|{{#if:\|]] | Taiki Hirato        |
| 40 | MIG  | [[Fitxer:Flag of Japan.svg\|23x15px\|border \|alt=Japó\|link=Selecció de futbol del Japó\|{{#if:\|]] | Mitsuo Ogasawara    |

## Mamelodi Sundowns
Entrenador:  Pitso Mosimane
| N. | Pos. | Nac. | Jugador                      |
| -- | ---- | --- | ---------------------------- |
| 1  | POR  | [[Fitxer:Flag of Zambia.svg\|23x15px\|border \|alt=Zàmbia\|link=Selecció de futbol de Zàmbia\|{{#if:\|]]               | Kennedy Mweene               |
| 2  | DEF  | [[Fitxer:Flag of South Africa.svg\|23x15px\|border \|alt=Sud-àfrica\|link=Selecció de futbol de Sud-àfrica\|{{#if:\|]] | Thabo Nthethe                |
| 4  | DEF  | [[Fitxer:Flag of South Africa.svg\|23x15px\|border \|alt=Sud-àfrica\|link=Selecció de futbol de Sud-àfrica\|{{#if:\|]] | Tebogo Langerman (2n capità) |
| 5  | MIG  | [[Fitxer:Flag of South Africa.svg\|23x15px\|border \|alt=Sud-àfrica\|link=Selecció de futbol de Sud-àfrica\|{{#if:\|]] | Asavela Mbekile              |
| 6  | DEF  | [[Fitxer:Flag of South Africa.svg\|23x15px\|border \|alt=Sud-àfrica\|link=Selecció de futbol de Sud-àfrica\|{{#if:\|]] | Wayne Arendse                |
| 7  | MIG  | [[Fitxer:Flag of South Africa.svg\|23x15px\|border \|alt=Sud-àfrica\|link=Selecció de futbol de Sud-àfrica\|{{#if:\|]] | Keagan Dolly                 |
| 8  | MIG  | [[Fitxer:Flag of South Africa.svg\|23x15px\|border \|alt=Sud-àfrica\|link=Selecció de futbol de Sud-àfrica\|{{#if:\|]] | Hlompho Kekana (capità)      |
| 10 | MIG  | [[Fitxer:Flag of South Africa.svg\|23x15px\|border \|alt=Sud-àfrica\|link=Selecció de futbol de Sud-àfrica\|{{#if:\|]] | Teko Modise                  |
| 11 | MIG  | [[Fitxer:Flag of South Africa.svg\|23x15px\|border \|alt=Sud-àfrica\|link=Selecció de futbol de Sud-àfrica\|{{#if:\|]] | Sibusiso Vilakazi            |
| 13 | MIG  | [[Fitxer:Flag of South Africa.svg\|23x15px\|border \|alt=Sud-àfrica\|link=Selecció de futbol de Sud-àfrica\|{{#if:\|]] | Tiyane Mabunda               |
| 15 | MIG  | [[Fitxer:Flag of South Africa.svg\|23x15px\|border \|alt=Sud-àfrica\|link=Selecció de futbol de Sud-àfrica\|{{#if:\|]] | Lucky Mohomi                 |
| 16 | MIG  | [[Fitxer:Flag of Brazil.svg\|23x15px\|border \|alt=Brasil\|link=Selecció de futbol del Brasil\|{{#if:\|]]              | Ricardo Nascimento           |

| N. | Pos. | Nac. | Jugador           |
| -- | ---- | --- | ----------------- |
| 18 | MIG  | [[Fitxer:Flag of South Africa.svg\|23x15px\|border \|alt=Sud-àfrica\|link=Selecció de futbol de Sud-àfrica\|{{#if:\|]]           | Themba Zwane      |
| 19 | MIG  | [[Fitxer:Flag of South Africa.svg\|23x15px\|border \|alt=Sud-àfrica\|link=Selecció de futbol de Sud-àfrica\|{{#if:\|]]           | Mzikayise Mashaba |
| 21 | DEF  | [[Fitxer:Flag of South Africa.svg\|23x15px\|border \|alt=Sud-àfrica\|link=Selecció de futbol de Sud-àfrica\|{{#if:\|]]           | Siyanda Zwane     |
| 22 | MIG  | [[Fitxer:Flag of South Africa.svg\|23x15px\|border \|alt=Sud-àfrica\|link=Selecció de futbol de Sud-àfrica\|{{#if:\|]]           | Percy Tau         |
| 25 | DAV  | [[Fitxer:Flag of Colombia.svg\|23x15px\|border \|alt=Colòmbia\|link=Selecció de futbol de Colòmbia\|{{#if:\|]]                   | Leonardo Castro   |
| 27 | MIG  | [[Fitxer:Flag of South Africa.svg\|23x15px\|border \|alt=Sud-àfrica\|link=Selecció de futbol de Sud-àfrica\|{{#if:\|]]           | Thapelo Morena    |
| 28 | MIG  | [[Fitxer:Flag of Liberia.svg\|23x15px\|border \|alt=Libèria\|link=Selecció de futbol de Libèria\|{{#if:\|]]                      | Anthony Laffor    |
| 29 | DEF  | [[Fitxer:Flag of Côte d'Ivoire.svg\|23x15px\|border \|alt=Costa d'Ivori\|link=Selecció de futbol de la Costa d'Ivori\|{{#if:\|]] | Soumahoro Bangaly |
| 33 | MIG  | [[Fitxer:Flag of Zimbabwe.svg\|23x15px\|border \|alt=Zimbàbue\|link=Selecció de futbol de Zimbàbue\|{{#if:\|]]                   | Khama Billiat     |
| 36 | POR  | [[Fitxer:Flag of Uganda.svg\|23x15px\|border \|alt=Uganda\|link=Selecció de futbol d'Uganda\|{{#if:\|]]                          | Denis Onyango     |
| 40 | POR  | [[Fitxer:Flag of South Africa.svg\|23x15px\|border \|alt=Sud-àfrica\|link=Selecció de futbol de Sud-àfrica\|{{#if:\|]]           | Wayne Sandilands  |

## Reial Madrid
Entrenador:  Zinédine Zidane
| N. | Pos. | Nac. | Jugador                       |
| -- | ---- | --- | ----------------------------- |
| 1  | POR  | [[Fitxer:Flag of Costa Rica.svg\|23x15px\|border \|alt=Costa Rica\|link=Selecció de futbol de Costa Rica\|{{#if:\|]]            | Keylor Navas                  |
| 2  | DEF  | [[Fitxer:Flag of Spain.svg\|23x15px\|border \|alt=Espanya\|link=Selecció de futbol d'Espanya\|{{#if:\|]]                        | Dani Carvajal                 |
| 3  | DEF  | [[Fitxer:Flag of Portugal.svg\|23x15px\|border \|alt=Portugal\|link=Selecció de futbol de Portugal\|{{#if:\|]]                  | Pepe (3r capità)              |
| 4  | DEF  | [[Fitxer:Flag of Spain.svg\|23x15px\|border \|alt=Espanya\|link=Selecció de futbol d'Espanya\|{{#if:\|]]                        | Sergio Ramos (capità)         |
| 5  | DEF  | [[Fitxer:Flag of France (1794–1815, 1830–1974).svg\|23x15px\|border \|alt=França\|link=Selecció de futbol de França\|{{#if:\|]] | Raphaël Varane                |
| 6  | DEF  | [[Fitxer:Flag of Spain.svg\|23x15px\|border \|alt=Espanya\|link=Selecció de futbol d'Espanya\|{{#if:\|]]                        | Nacho                         |
| 7  | DAV  | [[Fitxer:Flag of Portugal.svg\|23x15px\|border \|alt=Portugal\|link=Selecció de futbol de Portugal\|{{#if:\|]]                  | Cristiano Ronaldo (4t capità) |
| 8  | MIG  | [[Fitxer:Flag of Germany.svg\|23x15px\|border \|alt=Alemanya\|link=Selecció de futbol d'Alemanya\|{{#if:\|]]                    | Toni Kroos                    |
| 9  | DAV  | [[Fitxer:Flag of France (1794–1815, 1830–1974).svg\|23x15px\|border \|alt=França\|link=Selecció de futbol de França\|{{#if:\|]] | Karim Benzema                 |
| 10 | MIG  | [[Fitxer:Flag of Colombia.svg\|23x15px\|border \|alt=Colòmbia\|link=Selecció de futbol de Colòmbia\|{{#if:\|]]                  | James Rodríguez               |
| 12 | DEF  | [[Fitxer:Flag of Brazil.svg\|23x15px\|border \|alt=Brasil\|link=Selecció de futbol del Brasil\|{{#if:\|]]                       | Marcelo (2n capità)           |
| 13 | POR  | [[Fitxer:Flag of Catalonia.svg\|23x15px\|border \|alt=Catalunya\|link=Selecció de futbol de Catalunya\|{{#if:\|]]               | Kiko Casilla                  |

| N. | Pos. | Nac. | Jugador        |
| -- | ---- | --- | -------------- |
| 14 | MIG  | [[Fitxer:Flag of Brazil.svg\|23x15px\|border \|alt=Brasil\|link=Selecció de futbol del Brasil\|{{#if:\|]]                                            | Casemiro       |
| 15 | DEF  | [[Fitxer:Flag of Portugal.svg\|23x15px\|border \|alt=Portugal\|link=Selecció de futbol de Portugal\|{{#if:\|]]                                       | Fábio Coentrão |
| 16 | MIG  | [[Fitxer:Flag of Croatia.svg\|23x15px\|border \|alt=Croàcia\|link=Selecció de futbol de Croàcia\|{{#if:\|]]                                          | Mateo Kovačić  |
| 17 | DAV  | [[Fitxer:Flag of Spain.svg\|23x15px\|border \|alt=Espanya\|link=Selecció de futbol d'Espanya\|{{#if:\|]]                                             | Lucas Vázquez  |
| 18 | DAV  | [[Fitxer:Flag of the Dominican Republic.svg\|23x15px\|border \|alt=República Dominicana\|link=Selecció de futbol de República Dominicana\|{{#if:\|]] | Mariano        |
| 19 | MIG  | [[Fitxer:Flag of Croatia.svg\|23x15px\|border \|alt=Croàcia\|link=Selecció de futbol de Croàcia\|{{#if:\|]]                                          | Luka Modrić    |
| 20 | MIG  | [[Fitxer:Flag of Spain.svg\|23x15px\|border \|alt=Espanya\|link=Selecció de futbol d'Espanya\|{{#if:\|]]                                             | Marco Asensio  |
| 21 | DAV  | [[Fitxer:Flag of Spain.svg\|23x15px\|border \|alt=Espanya\|link=Selecció de futbol d'Espanya\|{{#if:\|]]                                             | Álvaro Morata  |
| 22 | MIG  | [[Fitxer:Flag of Spain.svg\|23x15px\|border \|alt=Espanya\|link=Selecció de futbol d'Espanya\|{{#if:\|]]                                             | Isco           |
| 23 | DEF  | [[Fitxer:Flag of Brazil.svg\|23x15px\|border \|alt=Brasil\|link=Selecció de futbol del Brasil\|{{#if:\|]]                                            | Danilo         |
| 25 | POR  | [[Fitxer:Flag of Catalonia.svg\|23x15px\|border \|alt=Catalunya\|link=Selecció de futbol de Catalunya\|{{#if:\|]]                                    | Rubén Yáñez    |